# Elis Sidenbladh
Per Elis Sidenbladh, född 19 februari 1836 i Arnäs socken, död 13 maj 1914 i Stockholm, var en svensk geolog, statistiker och ämbetsman samt bror till Karl Sidenbladh.

## Biografi
Sidenbladh blev student vid Uppsala universitet 1855 och filosofie doktor 1863. Han anställdes 1860 som tjänsteman vid Sveriges geologiska undersökning (SGU) och deltog under åtta år i dess arbete, innan han övergick till Statistiska centralbyrån (SCB), där han 1867 blev aktuarie, 1870 sekreterare samt 1879 överdirektör och chef. I sistnämnda egenskap var han sedan 1886 även ordförande i Statistiska tabellkommissionen. År 1901 erhöll han avsked från överdirektörsämbetet. Från 1880 var han ledamot i Kommissionen för de allmänna kartarbetena. Vidare var han en av de svenska kommissarierna vid geografiska kongressen i Paris 1875 samt svenskt ombud vid åtskilliga statistiska möten i utlandet.
År 1876 blev han ledamot och 1898 hedersledamot av Lantbruksakademien, 1882 medlem av dess förvaltningskommitté, 1884 ledamot av Vetenskapsakademien, 1900 av dess förvaltningsutskott och fullmäktig i Nobelstiftelsen, 1895 ledamot av Krigsvetenskapsakademien, varjämte han var medlem av flera andra in- och utländska vetenskapliga institutioner. Åren 1869-77 var han redaktör för Sveriges statskalender. Han var ledamot av kommittéerna angående reglering av oregelbundenheterna i rikets indelningar 1881-82, för de allmänna kartarbetena 1880-82, angående Kammarkollegium 1883-84, angående industri- och handelskamrar 1885 och angående fabriksstatistiken 1893. Sedan stiftandet (1881) var han ordförande i styrelsen för försäkringsaktiebolaget "Fylgia".
Av trycket utgav han bland annat de geologiska kartbladen Arboga (1862), Säfstaholm (1864), Tärna (1867), Rånäs (1868) och Vänersborg (1870) jämte beskrivningar; Sveriges officiella statistik i sammandrag (årgång 1870-71); Förslag till förändradt sätt för erhållande af en del jordbruksstatistiska uppgifter (1874); Schweden, statistische Mittheilungen (utgörande den statistiska delen av Sveriges officiella katalog vid världsutställningen i Wien 1873; översatt till franska), Swedish Catalogue (för världsutställningen i Philadelphia 1876), Royaume de Suède (för världsutställningen i Paris 1878); Sällsamma händelser i Sverige med Finland åren 1749-1801 och i Sverige åren 1821-1829. Ur uppgifter af prästerskapet antecknade (1909).
Dessutom bidrog han som tjänsteman i det statistiska ämbetsverket till de därifrån sedan 1867 årligen utgångna officiella statistiska publikationerna samt utgav som föredragande i Lantbruksakademien 1881-88 årliga redogörelser om hushållningssällskapens verksamhet (i akademiens handlingar och tidskrift). Han utövade ett betydande inflytande på den svenska statistikens och särskilt jordbruksstatistikens utveckling. De ovan omnämnda statistiska arbetena till världsutställningarna 1873-78 utgör förebild för de bekanta av Gustav Sundbärg och Josef Guinchard utgivna handböckerna.